# Skavlan (Fernsehsendung)

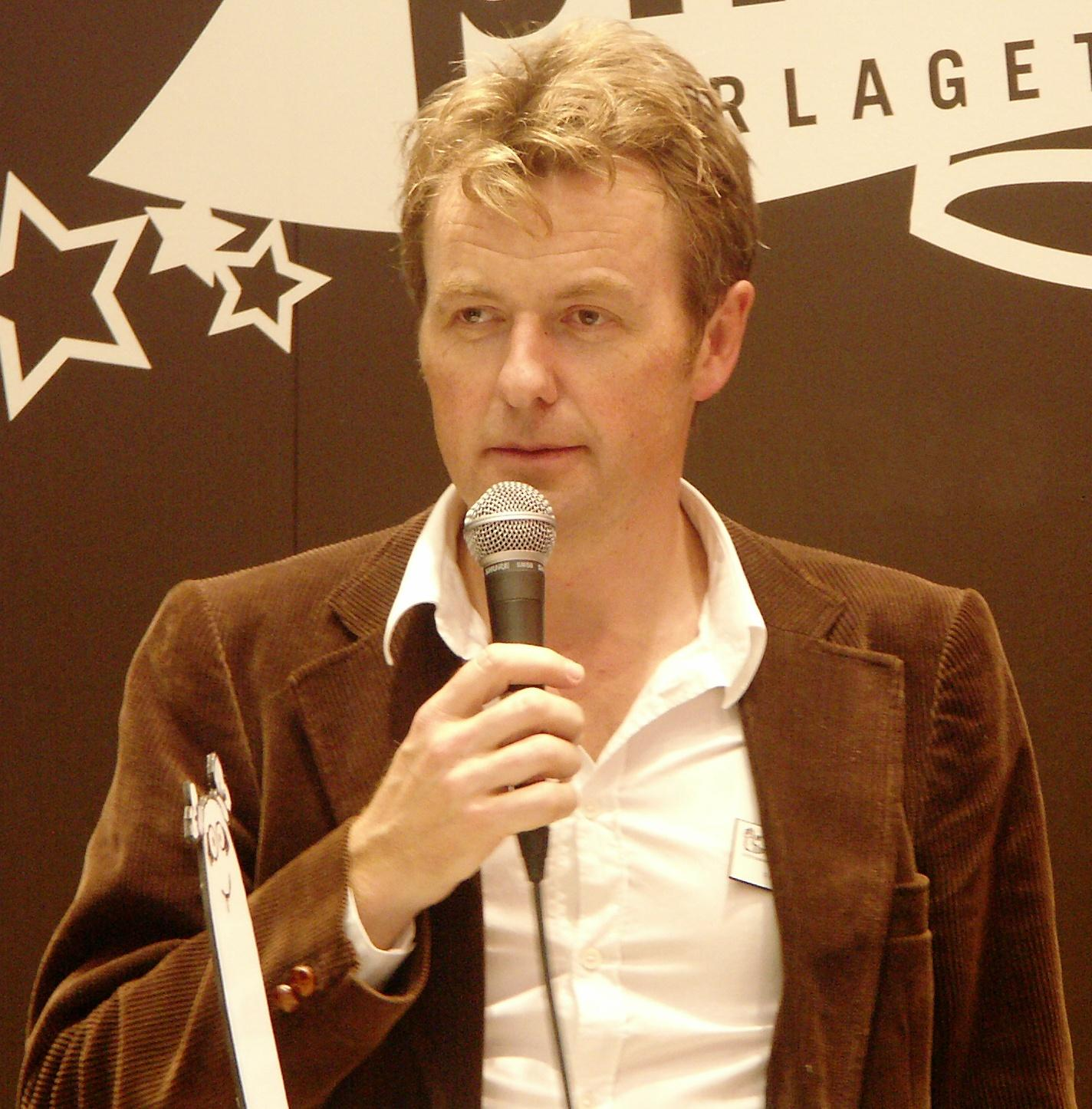
Fredrik Skavlan, 2009

Skavlan war eine schwedisch-norwegische Talkshow, die von 2009 bis 2021 vom norwegischen Moderator Fredrik Skavlan moderiert wurde. Sie wurde auf schwedischer Seite von Sveriges Television (SVT) ausgestrahlt, in Norwegen wechselte die Sendung im Jahr 2018 von Norsk rikskringkasting (NRK) zu TV 2.

## Geschichte
Die Sendung startete im Frühjahr 2009 zunächst als Produktion des SVT und umfasste Sendungen an acht Freitagen. Die einzelnen Sendungen wurden in Stockholm aufgezeichnet. Der norwegische Sender NRK wiederholte die Folgen samstags. Im Herbst 2009 wurde eine nähere Kooperation von NRK und SVT gestartet und die beiden Sender begannen, die Aufzeichnung gemeinsam zu produzieren. Die Sendung wurde in der Folge auch in Norwegen freitags ausgestrahlt. Dort gehörte sie zum Programm, der sogenannten Gullrekka, eine Reihe von quotenstarken Unterhaltungssendungen am Freitagabend. Seit Herbst 2010 wird die Sendung von Monkberry AS, der Produktionsfirma von Moderator Fredrik Skavlan, produziert.
Die Sendung wurde meist in Stockholm eingespielt, vereinzelt gab es auch Aufzeichnungen aus Studios in New York City oder London. Dort wurden dann vor allem internationale Gäste eingeladen. 2016 wurde ein größerer Teil der Folgen in New York produziert. Jede Staffel besteht aus zwölf Episoden.
Nach fast zehn Jahren auf dem Sender NRK wurde die Sendung in Norwegen an den Sender TV 2 verkauft. Dies wurde im Juni 2018 bekannt gegeben, der NRK gab als Grund an, dass der geforderte Preis zu hoch war. Beim Übergang vom NRK zu TV 2 sank die Zuschauerzahl von knapp unter einer Million Seher auf unter 300.000 Zuschauer. TV 2 verschob daraufhin die Ausstrahlung der nächsten Staffel auf den Samstag. Die Zuschauerzahlen in Schweden blieben hingegen stabil bei über einer Million.
Im April 2021 gab Fredrik Skavlan bekannt, dass die Staffel im Herbst 2021 seine letzte sein werde. Die Ausstrahlung der letzten Episode erfolgte am 4. Dezember 2021. Zu Gast in der letzten Ausgabe war unter anderem Magdalena Andersson.

## Gäste und Sprache
Die Gäste kamen mehrheitlich aus Schweden und Norwegen. Skavlan selbst sprach dabei meist eine Mischung aus Norwegisch und Schwedisch (Svorsk), wobei er schwedische Wörter in seinen norwegischen Sätze verwendete. Die interviewten Gäste sprachen meist in einer der beiden Sprachen. Internationale Gäste wurden auf Englisch interviewt.
Die Verwendung des Sprachmixes wurde in den Medien häufiger thematisiert und auch Linguisten beschäftigten sich damit. Im Jahr 2010 bekam Fredrik Skavlan dafür den Sprachpreis des Nordens verliehen. Der Sprachforscher Finn-Erik Vinje kritisierte, dass die Verwendung der schwedischen Wörter oft nicht nötig sei, da auch Schwedischsprachige das jeweils ersetzte norwegische Wort verstehen könnten.